# Stavri Shkurti
Stavri Shkurti (ur. 5 sierpnia 1927 w Korczy, zm. 5 sierpnia 1998 w Salonikach) – albański aktor. 

## Życiorys
Po ukończeniu szkoły średniej związał się z amatorską grupą teatralną, działającą w Korczy, przy miejscowym domu kultury. W 1950 kiedy powstała w Korczy scena zawodowa,  Shkurti był jednym z pierwszych aktorów zespołu. Zadebiutował rolą Marka w sztuce Arthura Millera Widok z mostu. Nie ukończył żadnej szkoły aktorskiej. Studia techniczne z zakresu hydrologii w Pradze zakończył dyplomem inżyniera. 
Zagrał w swojej karierze ponad 100 ról teatralnych, wyróżniając się szczególnie w repertuarze komediowym. Jego debiutem filmowym był epizod w filmie fabularnym Tana, w 1958. Ostatnią spośród 35 ról filmowych zagrał w filmie Spartaka Pecaniego Vetmi. W 1992 przeszedł na emeryturę, kilka lat później wyjechał do Grecji. Zmarł po długiej i ciężkiej chorobie. Pochowano go w Korczy.
Otrzymał tytuł „Artysty Ludu” (alb. Artist i Popullit). Uhonorowany tytułem Honorowego Obywatela Korczy. Imię Skurtiego nosi jedna z ulic w południowo-wschodniej części Korczy.

## Role filmowe
- 1958: Tana
- 1965: Vitet e para jako ochotnik Muçu
- 1968: Prita jako Ligor
- 1971: Mengjese lufte
- 1975: Rrugicat, qe kerkon diell jako Furrxhi
- 1976: Ilegalet jako Besim
- 1976: Zonja nga qyteti jako Sala, sekretarz partii
- 1976: Përballimi jako Tare
- 1977: Flamur në dallgë (TV) jako Uran
- 1977: Njeriu me top jako Murat Shtaga
- 1978: Gjeneral gramafoni jako Braho
- 1978: I treti jako Qazim Beluli
- 1978: Kur hidheshin themelet jako Zenel
- 1979: Ballë për ballë jako szef archeologów
- 1979: Mysafiri jako agent Sigurimi
- 1980: Partizani i vogel Velo jako ojciec Velo
- 1981: Agimet e stinës së madhe jako Zalo
- 1981: Gjurme ne kaltersi jako lekarz
- 1981: Kërcënimi jako szef
- 1981: Qortimet e vjeshtes jako fotograf
- 1983: Nje emer midis njerezve jako Jani
- 1984: Vendimi jako Kiço
- 1984: Kush vdes në këmbë jako lekarz
- 1984: Lundrimi i parë jako Borak
- 1985: Asgjë nuk harrohet jako adwokat
- 1986: Dasem e çuditëshme jako Dalip
- 1986: Të shoh në sy jako dyrektor
- 1987: Botë e padukshme jako inż.Gani
- 1987: Përseri pranverë jako sekretarz partii
- 1987: Rrethi i kujtesës jako prof. Weber
- 1988: Shkëlqimi i përkohëshëm jako ojciec Mozy
- 1989: Kusht eshte vrasesi jako Thimi Dino
- 1989: Muri i gjallë jako ojciec Rozafy
- 1990: Flete te bardha jako Andrea
- 1990: Jeta në duart e tjetrit jako ojciec Spiro
- 1990: Vetmi jako Jani